# Xi'an Aircraft Industrial Corporation
Xian aircraft (Xi'an Aircraft Industrial Corporation eller Xi'an Aircraft Company Limited, förkortat XAC) är en kinesisk tillverkare av medelstora och stora flygplan. XAC, som grundades 1958 och har mer än 20 000 anställda är beläget i Yanliang-distriktet i Xi'an, i Shaanxi-provinsen. Olika Antonovmodeller tillverkas på licens, bland annat Xian Y-7, och produktionen går framför allt till Kinas militär.